# Prolemn
Prolemn este o companie producătoare de produse stratificate din lemn din Reghin.
Acționarul majoritar al Prolemn este compania Kastamonu Entegre, parte a grupului Hayat Holding, cel mai mare jucător din domeniul exploatării forestiere din Turcia.
Kastamonu a achiziționat în 1998 pachetul majoritar al Prolemn de la Fondul Proprietății de Stat.
Grupul turc Kastamonu Entegre mai are trei unități de producție în Turcia, una în Bulgaria și una în Bosnia.
Număr de angajați:
- 2007: 1.000[2]
- 2006: 1.400[1]
- 2003: 350[2]

Cifra de afaceri în 2006: 40 milioane euro